# Michael J. Fox
Michael J. Fox, ursprungligen Michael Andrew Fox, född 9 juni 1961 i Edmonton, Alberta, är en kanadensisk-amerikansk pensionerad skådespelare, författare, filmproducent och aktivist. Fox är främst känd för rollerna som Alex P. Keaton i TV-serien Fem i familjen (1982–1989), Marty McFly i Tillbaka till framtiden-filmerna (1985, 1989 och 1990) och som New Yorks vice borgmästare, Mike Flaherty, i TV-serien Spin City (1996–2001).
Fox drog sig tillbaka från filmvärlden 2020 av hälsoskäl.

## Biografi
Fox och hans familj, bestående av föräldrarna Bill och Phyllis, hans tre systrar Kelli, Karen och Jacki samt hans äldre bror Steven, slog sig ner i Burnaby, en förort till Vancouver, när Fox var i tioårsåldern. Som 15-åring provspelade Fox för och fick rollen som en tioåring i komediserien Leo and Me (1976). Han flyttade som 18-åring till Los Angeles. Han lade till ett "J" i sitt namn som en hyllning till skådespelaren Michael J. Pollard, eftersom det redan fanns en skådespelare med namnet Michael Fox.
Fox diagnostiserades med Parkinsons sjukdom 1991 och han har grundat en stiftelse som samlar in pengar för att bekämpa denna sjukdom samt sprider information och tar hand om drabbade. Han är vegetarian.
Fox är gift med skådespelerskan Tracy Pollan sedan den 16 juli 1988; makarna har fyra barn tillsammans.
Michael J. Fox blev utsedd till medicine hedersdoktor vid Karolinska Institutet den 5 mars 2010.

## Filmografi i urval

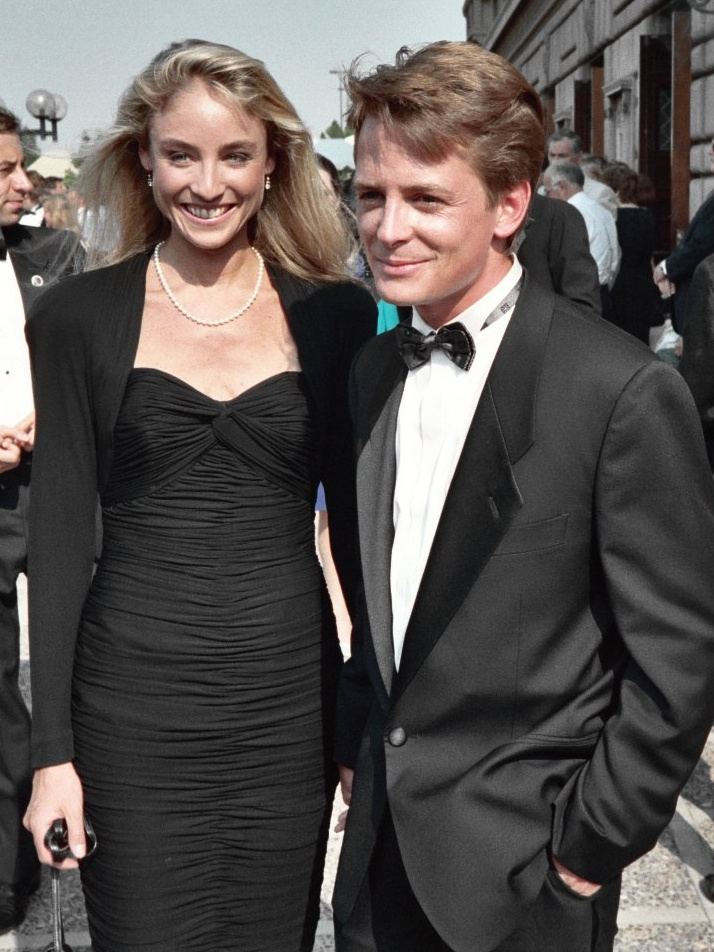
Michael J. Fox med hustrun Tracy Pollan, 1988.

### Film
| År   | Titel                                                 | Roll                                         | Noter                   |
| ---- | ----------------------------------------------------- | -------------------------------------------- | ----------------------- |
| 1980 | Midnight Madness                                      | Scott Larson                                 |                         |
| 1982 | Class of 1984                                         | Arthur                                       |                         |
| 1985 | Teen Wolf                                             | Scott Howard                                 |                         |
| 1985 | Tillbaka till framtiden                               | Marty McFly                                  |                         |
| 1987 | Nyckeln till framgång                                 | Brantley Foster/Carlton Whitfield            |                         |
| 1987 | Light of Day                                          | Joe Rasnick                                  |                         |
| 1988 | Bright Lights, Big City                               | Jamie Conway                                 |                         |
| 1989 | Tillbaka till framtiden del II                        | Marty McFly / Marty McFly Jr / Marlene McFly |                         |
| 1989 | Uppgörelsen                                           | PFC. Max Eriksson                            |                         |
| 1990 | Tillbaka till framtiden del III                       | Marty McFly / Seamus McFly                   |                         |
| 1991 | Doc Hollywood                                         | Dr. Benjamin "Ben" Stone                     |                         |
| 1991 | Ett tufft jobb                                        | Nick "Nicky" Lang                            |                         |
| 1993 | Kär i karriären                                       | Doug Ireland                                 |                         |
| 1993 | Life with Mikey                                       | Michael "Mikey" Chapman                      |                         |
| 1993 | Den otroliga vandringen                               | Chance (röst)                                |                         |
| 1994 | Where the Rivers Flow North                           | Clayton Farnsworth                           |                         |
| 1994 | Greedy                                                | Daniel "Danny" McTeague Jr.                  |                         |
| 1995 | Presidenten och miss Wade                             | Lewis Rothschild                             |                         |
| 1995 | Blue in the Face                                      | Pete Maloney                                 |                         |
| 1995 | Coldblooded                                           | Tim Alexander                                | Även producent          |
| 1996 | Mars Attacks!                                         | Jason Stone                                  |                         |
| 1996 | The Frighteners                                       | Frank Bannister                              |                         |
| 1996 | Den otroliga vandringen 2 - På rymmen i San Francisco | Chance (röst)                                |                         |
| 1999 | Stuart Little                                         | Stuart Little (röst)                         |                         |
| 2001 | Atlantis – En försvunnen värld                        | Milo James Thatch (röst)                     |                         |
| 2002 | Stuart Little 2                                       | Stuart Little (röst)                         |                         |
| 2002 | Interstate 60                                         | Mr. Baker                                    |                         |
| 2005 | Stuart Little 3: Call of the Wild                     | Stuart Little (röst)                         |                         |
| 2014 | Annie                                                 | Sig själv                                    | Cameo                   |
| 2019 | See You Yesterday                                     | Mr. Lockhart                                 | Cameo; sista filmrollen |

### Tv
| År        | Titel                                   | Roll                          | Noter                                |
| --------- | --------------------------------------- | ----------------------------- | ------------------------------------ |
| 1982-1989 | Fem i familjen                          | Alex P. Keaton                | 176 avsnitt                          |
| 1983-1984 | The $25,000 Pyramid                     | Sig själv                     | 30 avsnitt                           |
| 1987      | Dear America: Letters Home from Vietnam | Pfc. Raymond Griffiths (röst) | TV-dokumentärfilm                    |
| 1994      | Don't Drink the Water                   | Axel Magee                    | TV-film                              |
| 1996-2001 | Spin City                               | Mike Flaherty                 | Även exekutiv producent; 103 avsnitt |
| 2006      | Boston Legal                            | Daniel Post                   | 6 avsnitt                            |
| 2009      | Rescue Me                               | Dwight                        | 5 avsnitt                            |
| 2009      | The Magic 7                             | Marcel Maggot (röst)          | TV-film                              |
| 2010-2016 | The Good Wife                           | Louis Canning                 | 26 avsnitt                           |
| 2013-2014 | The Michael J. Fox Show                 | Mike Henry                    | Även exekutiv producent; 22 avsnitt  |
| 2018      | Designated Survivor                     | Ethan West                    | 5 avsnitt                            |
| 2020      | The Good Fight                          | Louis Canning                 | 2 avsnitt                            |

## Datorspel
- 2011 – Back to the Future: The Game (cameo)

## Utmärkelser
- Saturn Award för bästa skådespelare, för Tillbaka till framtiden,  1986
- Primetime Emmy Award för bästa manliga huvudroll i en komediserie, för Fem i familjen,  1986
- Primetime Emmy Award för bästa manliga huvudroll i en komediserie, för Fem i familjen,  1987
- Kids' Choice Award för manlig TV-stjärna, för Fem i familjen,  1988
- Primetime Emmy Award för bästa manliga huvudroll i en komediserie, för Fem i familjen,  1988
- Golden Globe Award för bästa manliga huvudroll – TV-serie, musikal eller komedi, för Fem i familjen,  1989
- People's Choice Awards, för Spin City,  1997
- Golden Globe Award för bästa manliga huvudroll – TV-serie, musikal eller komedi, för Spin City,  1998
- Screen Actors Guild Award för bästa manliga skådespelare in en komediserie, för Spin City,  1999
- Screen Actors Guild Award för bästa manliga skådespelare in en komediserie, för Spin City,  2000
- Canada's Walk of Fame,  2000
- Primetime Emmy Award för bästa manliga huvudroll i en komediserie, för Spin City,  2000
- Stjärna på Hollywood Walk of Fame,  16 december 2002[9]
- Primetime Emmy Award för bästa manliga gästskådespelare i en dramaserie, för Rescue Me,  2009
- Grammy för bästa ljudboksinspelning,  2010
- Hedersdoktor vid Karolinska Institutet,  5 mars 2010[10]
- Officer av Kanadaorden,  6 maj 2010[11]
- Great Immigrants,  2011[12]
- Hedersdoktor vid Stony Brook University,  3 april 2017[13]
- Jean Hersholt Humanitarian Award,  19 november 2022[14][15]
- Livsgärningspris,  6 juni 2023[16]
- Presidentens frihetsmedalj,  4 januari 2025[17][18]
- Hedersdoktor vid University of British Columbia

[Redigera Wikidata]